# استان نجران
نجران (به عربی: نجران) استانی در عربستان سعودی است که در جنوب این کشور در امتداد مرز با کشور یمن واقع شده‌است. مساحت این منطقه ۱۱۹٬۰۰۰ کیلومتر مربع است و مرکز آن نجران است. ساکنین نجران از قبیله یام هستند که برای صدها سال در این منطقه زندگی کرده‌اند. جمعیت آن مخلوطی بین سنی ها و شیعیان اسماعیلی است.
مشعل بن عبدالله بن عبد العزیز آل سعود از سال ۲۰۰۹ فرماندار این استان است.
این استان از سال ۱۹۳۴ به مدت ۲۰ سال در اختیار آل سعود قرار گرفت و پس از آن می‌بایست طی انتخابات تعیین تکلیف می‌شد ولی طبق توافق با علی عبدالله صالح رئیس‌جمهور یمن در سال ۲۰۰۰، به‌طور دائم ضمیمه عربستان شد. در جنگ عربستان و یمن یکی از محل‌های مهم جنگ به حساب می‌آید.
مساحت استان نجران ۳۶۰٬۰۰۰ کیلومتر مربع است و جمعیت آن در سال ۲۰۱۸ میلادی ۵۹۵٬۷۰۵ نفر بود.
این استان به کشاورزی معروف است و سد دره نجران که یکی از بزرگترین سدهایی است که در عربستان سعودی ساخته شده و دارای ظرفیت ذخیره‌سازی در حدود ۸۵ میلیون متر مکعب است در آن ساخته شده‌است.
در کوه‌های نجران اماکن تاریخی و باستان‌شناسی و سنگ‌نوشته‌هایی وجود دارد که هنوز مستند نشده‌اند.